# コッハースベルクの戦い
コッハースベルクの戦い（コッハースベルクのたたかい、ドイツ語: Gefecht bei Kokersberg）は仏蘭戦争中の1677年10月7日、フランソワ・ド・クレキ率いるフランス軍とロレーヌ公シャルル5世率いる神聖ローマ帝国軍の間で戦われた戦闘。

## 背景
シャルル5世は軍を率いてアルザスに侵入、フィリップスブルク要塞を脅かした。クレキ元帥は軍を率いてシャルル5世を追ったが、率先して攻撃を仕掛けることはしなかった。

## 経過
クレキはコッハースベルクの高地で有利な陣地を敷くことができたが、アラン伯爵（Haran）率いるロレーヌ騎兵が夜に紛れて攻撃を仕掛けることは防げなかった。しかし、クレキは戦闘をしないよう厳命されていた。
攻撃を受けたフランス軍右翼の指揮官クロード・ルイ・エクトル・ド・ヴィラールは自軍を守るために派遣隊を送るだけに留まった。派遣隊は近衛兵2個大隊の支援もありロレーヌ騎兵12個大隊を撃退することができた。
この戦闘は限定的な騎兵戦だけだったが、フランス軍は軍旗を数本奪うことに成功、アラン伯爵など士官数人を捕虜にすることもできた。

## その後
クレキが危険を冒さないよう厳命されたこともあり、彼は翌日に撤退した。そのため、この限定的な勝利を拡大することができず、シャルル5世は勝利を宣言した。